# Palomita blanca (canción de Juan Luis Guerra)
"Palomita blanca" es el título de una canción interpretada por el cantautor y músico dominicano Juan Luis Guerra y su banda 4.40, incluida en su octavo álbum de estudio Ni es lo mismo, ni es igual (1998). La canción fue lanzada como el segundo sencillo de dicho álbum por la empresa discográfica Karen Records el 1 de febrero de 1999. Al igual que con el resto del álbum, la canción fue escrita y producida por Guerra. Es una balada acústica de bachata sobre un hombre que está inmensamente enamorado de una mujer y se niega a dejarla ir. "Palomita blanca" recibió reacciones positivas de los críticos musicales, y un crítico elogió el uso de la mandolina.
El video musical que acompaña a la canción fue filmado en República Dominicana y dirigido por Pey Guzmán. En el video, Guerra canta con su guitarra mientras una pareja se reencuentra. Comercialmente, encabezó las listas Billboard Hot Latin Tracks y Billboard Latin Tropical Airplay en los Estados Unidos de Norteamérica. La canción recibió un premio de Broadcast Music, Inc. (BMI) Latin Award en 2000.

## Antecedentes y composición
En 1994, Juan Luis Guerra lanzó su séptimo álbum de estudio, Fogaraté, un disco que consiste en merengue y merengue típico con influencia soukous. Después de su lanzamiento, se tomó una pausa de tres años en la grabación, citando la necesidad de tomar un descanso. “Si algo les falta a los artistas es paz. Necesitaba descansar para encontrarlo y lo encontré en la figura de Jesucristo. Lo llamé a través de la oración y recibí su respuesta”, afirma Guerra. Durante la pausa del cantante, Guerra lanzó su propio negocio como director en República Dominicana para Mango TV y la estación Viva FM. El 29 de octubre de 1997, un editor de La Opinión informó que el artista había comenzado a trabajar en un nuevo álbum en Miami. "Estoy haciendo un álbum decente, que a la gente le gusta. Sé que la espera ha sido un poco larga, pero estoy casi seguro que cuando el público tenga en sus manos mi nueva producción, entenderá mejor por qué he aguantado tanto tiempo sin grabar.” En febrero del año siguiente, el cantante dio una actualización sobre el progreso, afirmando que el disco tendría de 10 a 12 temas, incluidos merengues, bachata, baladas y una salsa, y que se lanzaría a mediados de año.
Sin embargo, en junio de 1998, Guerra no quedó satisfecho con el material que grabó y decidió seguir grabando. Cinco meses después, Bienvenido Rodríguez, presidente del sello de Guerra, Karen Records, reveló que el cantante había cerrado las producciones del disco y que aún contendría los géneros musicales antes mencionados. El nombre del disco, Ni Es Lo Mismo, Ni Es Igual, fue anunciado el 14 de noviembre de 1998 y lanzado el 15 de diciembre del mismo año. Guerra escribió y produjo todas las pistas del álbum, incluida "Palomita Blanca".  "Palomita Blanca" es una balada de bachata "suave, de tendencia acústica" que utiliza una mandolina y aborda las "vicisitudes de un hombre que se niega a perder a la mujer a la que profesa un amor intenso".

## Promoción y recepción
"Palomita blanca" fue lanzado como el segundo sencillo de Ni es lo, ni es igual por Karen Records el 8 de febrero de 1999. La canción se incluyó más tarde en el álbum recopilatorio de Guerra Colección Romántica (2001). El video musical que acompaña a la canción fue filmado en República Dominicana y dirigido por Pey Guzmán. Al igual que con la letra, su sinopsis trata sobre un hombre que se niega a dejar que la mujer a la que ama profundamente se vaya. El video alterna entre Guerra tocando con su guitarra y una pareja que "finalmente se reúne para cumplir su amor mutuo". Un editor de La Prensa San Diego la calificó como una "bachata hermosa" que el cantante "interpreta de manera excelente y aporta una innovación musical a ese género" y elogió el uso de la mandolina. Cary Darling del Orange County Register se refirió a ella como una de las baladas "encantadoras" del álbum junto con "Testimonio". De manera similar, la crítica de El Norte, Deborah Davis, citó ambas canciones junto con "Amor de conuco" como una de las "piezas románticas conmovedoras, delicadas y finamente compuestas" del disco. El colaborador de la revista hispana Mark Holston sintió que la canción "recuerda los éxitos de Guerra de mediados de los noventa". 
Fue reconocida como canción galardonada en los Premios Latinos BMI 2000. Comercialmente, "Palomita blanca" encabezó las listas Billboard Hot Latin Tracks y Billboard Latin Tropical Airplay en los Estados Unidos de Norteamérica; se convirtió en su tercer y segundo número uno en las listas, respectivamente; La canción ocupó el puesto 32 en la lista de fin de año de Hot Latin Tracks.

## Listas

### Lista semanal
| Listas (1999)                         | Posición |
| ------------------------------------- | -------- |
| U.S. Billboard Hot Latin Tracks       | 1        |
| U.S. Billboard Latin Tropical Airplay | 1        |

### Lista de fin de año
| Lista (1999)                    | Posición |
| ------------------------------- | -------- |
| U.S. Billboard Hot Latin Tracks | 32       |

### Sucesión en las listas
| Predecesor: Si te pudiera mentir de Marco Antonio Solís | U.S. Billboard Hot Latin Tracks — Sencillo N°. 1 (Primera vuelta) 20 de marzo de 1999 - 26 de marzo de 1999 | Sucesor: No puedo olvidar de MDO                     |
| Predecesor: No puedo olvidar de MDO                     | U.S. Billboard Hot Latin Tracks — Sencillo N°. 1 (Segunda vuelta) 3 de abril de 1999 - 9 de abril de 1999   | Sucesor: Si te pudiera mentir de Marco Antonio Solís |

| Predecesor: Ése (Versión salsa) de Jerry Rivera | U.S. Billboard Latin Tropical Airplay — Sencillo N°. 1 27 de marzo de 1999 - 9 de abril de 1999 | Sucesor: Niña bonita de Grupo Manía |